# Synagoga w Lublinie-Wieniawie
Synagoga w Lublinie-Wieniawie – zbudowana w pierwszej połowie XIX wieku. Przez wiele lat była jedynym z niewielu murowanych budynków w Wieniawie. Opuszczona prawdopodobnie przed 1909, popadła w ruinę. Po włączeniu miejscowości do Lublina (1916), została wyremontowana ok. 1920 przez miejscową gminę żydowską. Podczas II wojny światowej w 1940 hitlerowcy zburzyli synagogę.